# Friedhof Kiryat Shaul

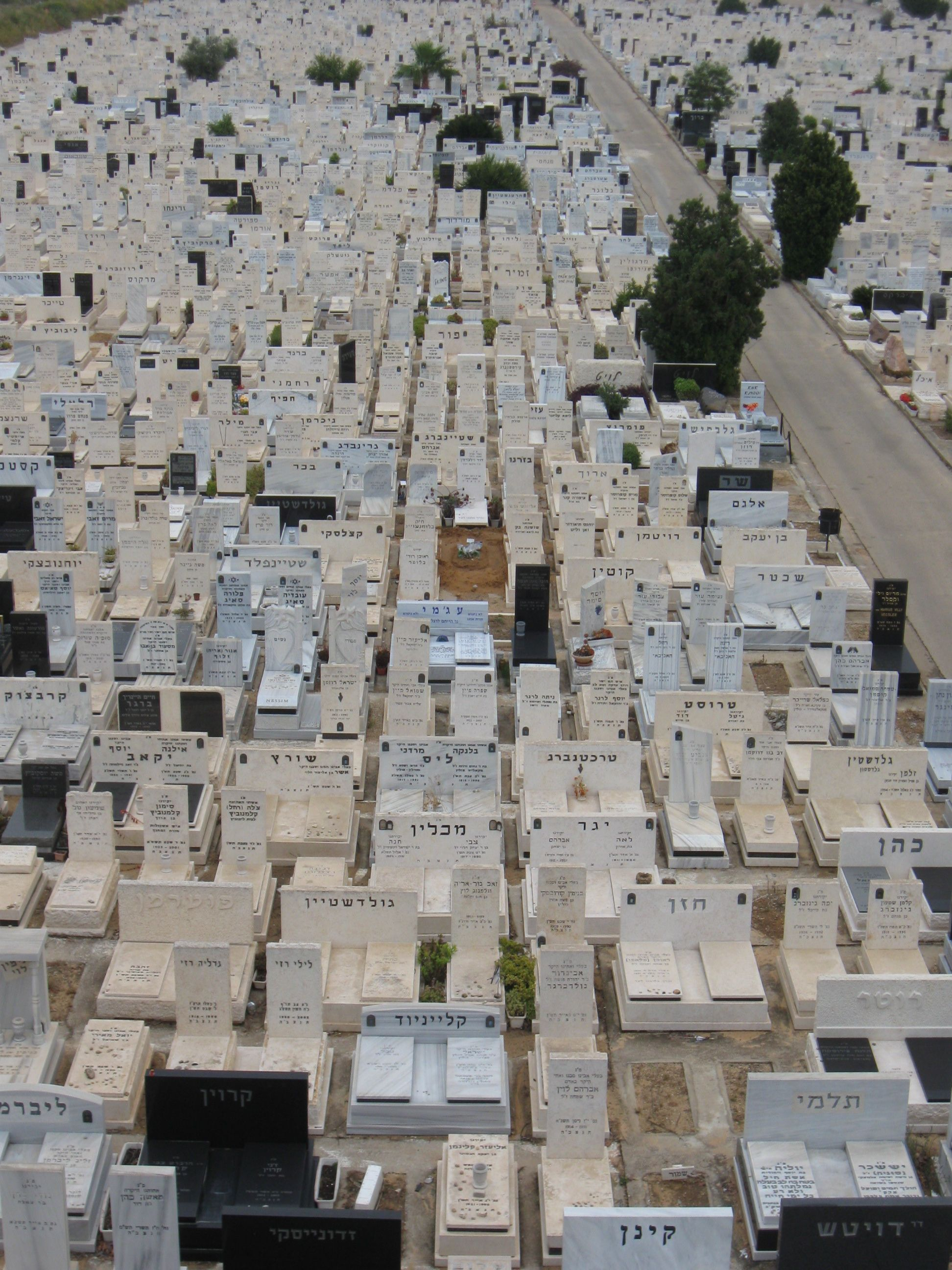
Kiryat Schaʾul: Gräber, 2010

Der Friedhof Kiryat Schaʾul ist ein 320 metrische Dunam großer jüdischer Friedhof im nördlichen Stadtrand Tel-Avivs, Israel. An seiner Ostseite befindet sich ein Soldatenfriedhof. 

## Name des Friedhofs

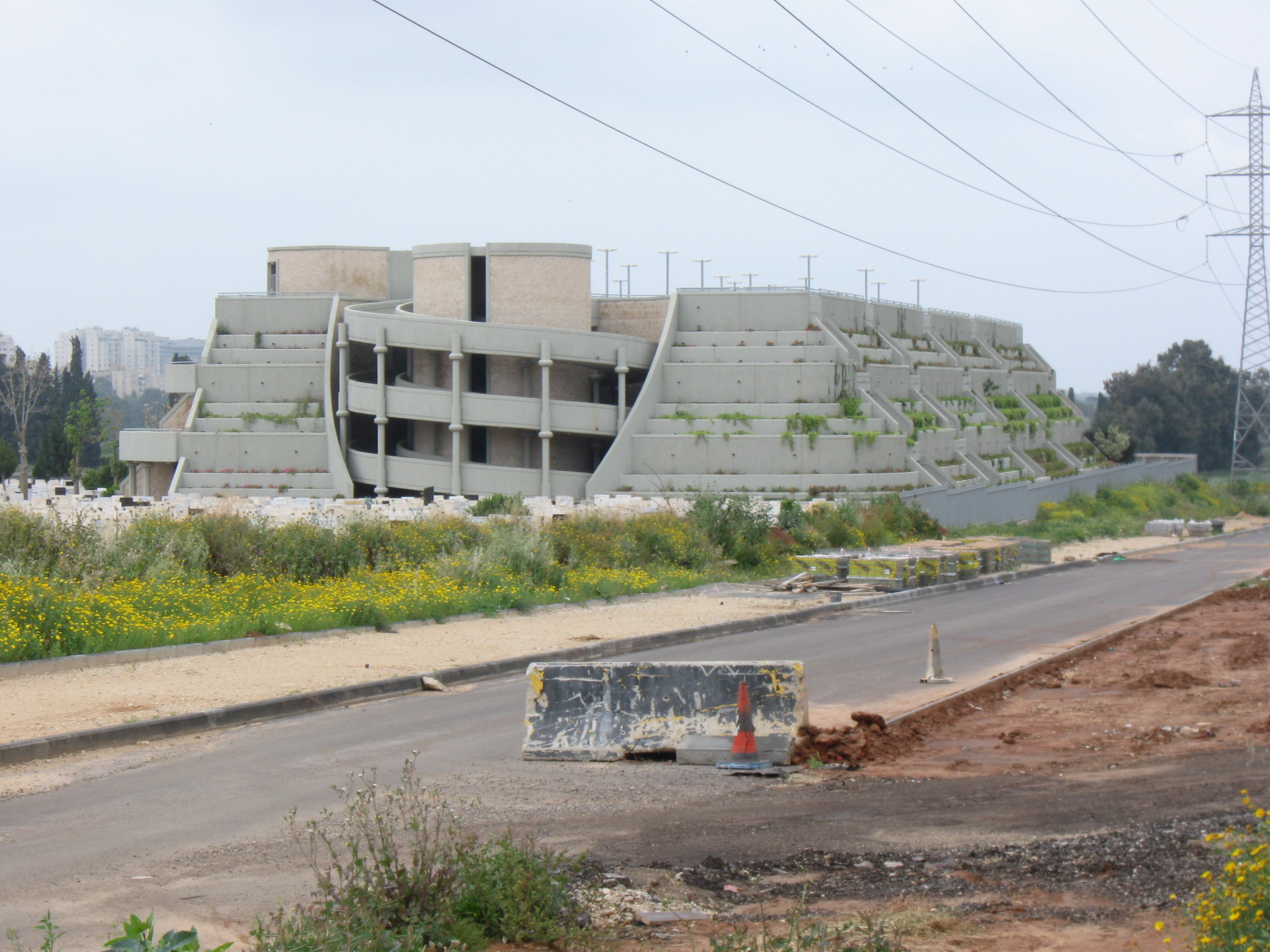
Kiryat Schaʾul: Terrassengräber, 2010

Der Friedhof liegt an der Straße Rechov Qirjat Schaʾul (רְחוֹב קִרְיַת שָׁאוּל Rɘchōv Qirjat Šāʾūl), weswegen ein vollständiger Name Beit haʿAlmin Rechov Qirjat Schaʾul lautet (auf hebräisch בֵּית הָעַלְמִין רְחוֹב קִרְיַת שָׁאוּל Bejt haʿAlmīn Rɘchōv Qirjat Šāʾūl, deutsch ‚Haus des Ewigen der Qirjat-Schaʾul-Straße‘). Eingebürgert hat sich die kürzere Bezeichnung Beit haʿAlmin Qirjat Schaʾul (בֵּית הָעַלְמִין קִרְיַת שָׁאוּל Bejt haʿAlmīn Qirjat Šāʾūl, deutsch ‚Haus des Ewigen der Qirjat Schaʾul‘). Offiziell heißt die Begräbnisstätte eigentlich sogar Zentralfriedhof (בֵּית הָעַלְמִין הַמֶּרְכָּזִי Bejt haʿAlmīn haMerkasī, deutsch ‚Zentrales Haus des Ewigen‘), was seiner tatsächlichen Lage überhaupt nicht gerecht wird, vielleicht als Hauptfriedhof zu verstehen sein sollte, sich aber nicht durchsetzte. Östlich angrenzend befindet sich seit 1951 der Militärfriedhof Beit haQvarot haZvaʾi Qirjat Schaʾul (בֵּית הַקְּבָרוֹת הַצְּבָאִי קִרְיַת שָׁאוּל Bejt haQvarōt haZvaʾī Qirjat Šāʾūl, deutsch ‚Militärische Gräberstätte Qirjat Schaʾul‘, englisch Kiryat Shaʾul Military Cemetery).

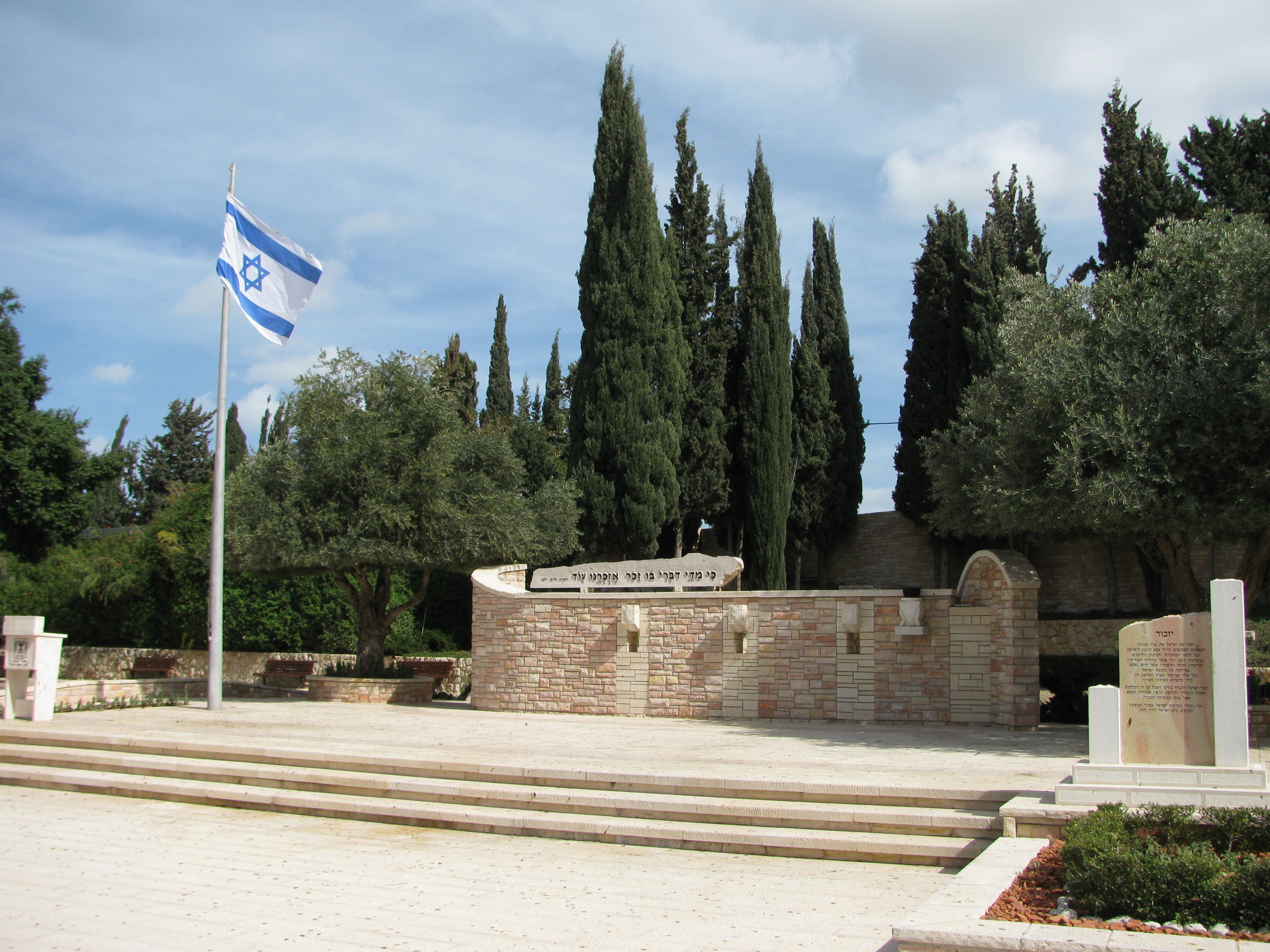
Militärfriedhof Kiryat Schaʾul: Ehrenmal, 2010

## Geschichte
Der jüdische Religiöse Rat Tel Aviv ließ 1943 am Rechov Qirjat Schaʾul (Qirjat-Schaʾul-Straße) einen neuen jüdischen Friedhof anlegen, der heute 80.000 Gräber umfasst. Zahlreiche bekannte Persönlichkeiten aus Politik und Kultur haben hier ihre letzte Ruhestätte, u. a. Mosko Alkalai, Nathan Alterman, Tirza Atar, Felicja Blumental, Abraham Chalfi, Schmulik Chizik, Izchak Graziani, Amos Manor,  Nachum Nardi, Alexander Penn, Dahlia Ravikovitch, Shmuel Rodensky, Hanna Rovina, Daniel Sambursky, Mosche Schamir, Mordechai Seʿira, Avraham Shlonsky, Seʾev Sufott, Mosche Vilenski, Yafa Yarkoni und Natan Yonatan. Auch die Opfer des Münchner Olympiaattentats von 1972 sind hier begraben.
Da nach biblischem Gebot die Totenruhe unbefristet zu wahren ist, haben Gräber in Israel keine Ruhefrist. Angesichts der prosperierenden Wirtschaft Israels sind Grundstückspreise in den Metropolen hoch und Grabplätze dort teuer. Da nach biblischem Gebot heidnische Praktiken wie Kremation verboten sind und jede Beisetzung eine Erdbestattung sein muss, entstehen Terrassenanlagen für Gräber, wo übereinander aber jeweils mit Verbindung zu Erde bestattet wird. Seit 1991 dient der Jarqon-Friedhof als Hauptfriedhof der Metropolregion Tel Aviv.